# ملکه مادر (فیلم)
ملکه مادر (انگلیسی: The Queen Mother) فیلم ماجراجویی صامت به کارگردانی ویلفرد نوی محصول ۱۹۱۶ بریتانیا است.